# FK Lviv
Futbolnij klub Lviv är en fotbollsklubb i Lviv i Ukraina som grundades 2004. Klubben spelar i Premjer-liha – den ukrainska ligans högstadivision.

## Placering tidigare säsonger
| Säsong  | Nivå | Liga         | Placering | Referens | Notering                           |
| ------- | ---- | ------------ | --------- | -------- | ---------------------------------- |
| 2018/19 | 1    | Premjer-liha | 6         | [ 1 ]    |                                    |
| 2019/20 | 1    | Premjer-liha | 11        | [ 2 ]    |                                    |
| 2020/21 | 1    | Premjer-liha | 8         | [ 3 ]    |                                    |
| 2021/22 | 1    | Premjer-liha | x         | [ 4 ]    | Rysslands invasion av Ukraina 2022 |
| 2022/23 | 1    | Premjer-liha |           |          |                                    |